# Hyperomyzus lactucae
Hyperomyzus lactucae es una especie de insecto áfido de la familia Aphididae. Se encuentra en Europa. Ha sido introducido en otras partes, como en Norteamérica.
El adulto áptero mide 2 a 3.2 mm. 
Las plantas huéspedes son grosellas, Ribes (huésped primario), por lo menos 30 especies y Sonchus (huésped secundario), por lo menos 13 especies.